# Ajania scharnhorstii
Ajania scharnhorstii là một loài thực vật có hoa trong họ Cúc. Loài này được (Regel & Schmalh.) Tzvelev mô tả khoa học đầu tiên năm 1961.